# Romainville

Romainville en la Petite Couronne.

 Romainville  es una población y comuna francesa, en la región de Isla de Francia, departamento de Sena-San Denis, en el distrito de Bobigny. La comuna conforma por sí sola el cantón homónimo.

## Demografía
| 1 011 | 908 | 1 035 | 839 | 1 672 | 1 222 | 1 597 | 1 499 | 2 083 | 4 289 | 4 907 | 2 044 | 2 025 | 1 854 | 2 106 | 2 106 | 2 408 | 2 961 | 4 472 | 5 676 | 8 087 | 12 821 | 18 449 | 18 422 | 17 022 | 19 217 | 23 494 | 24 091 | 26 260 | 25 363 | 23 563 | 23 779 | 25 563 |
| Para los censos de 1962 a 1999 la población legal corresponde a la población sin duplicidades (Fuente: INSEE [Consultar]) |     |       |     |       |       |       |       |       |       |       |       |       |       |       |       |       |       |       |       |       |        |        |        |        |        |        |        |        |        |        |        |        |

Forma parte de la aglomeración urbana de París.